# Saint-Manvieu-Norrey

Saint-Manvieu-Norrey este o comună în departamentul Calvados, Franța. În 1 ianuarie 2022 avea o populație de 2.141 de locuitori.